# Marc Brummund

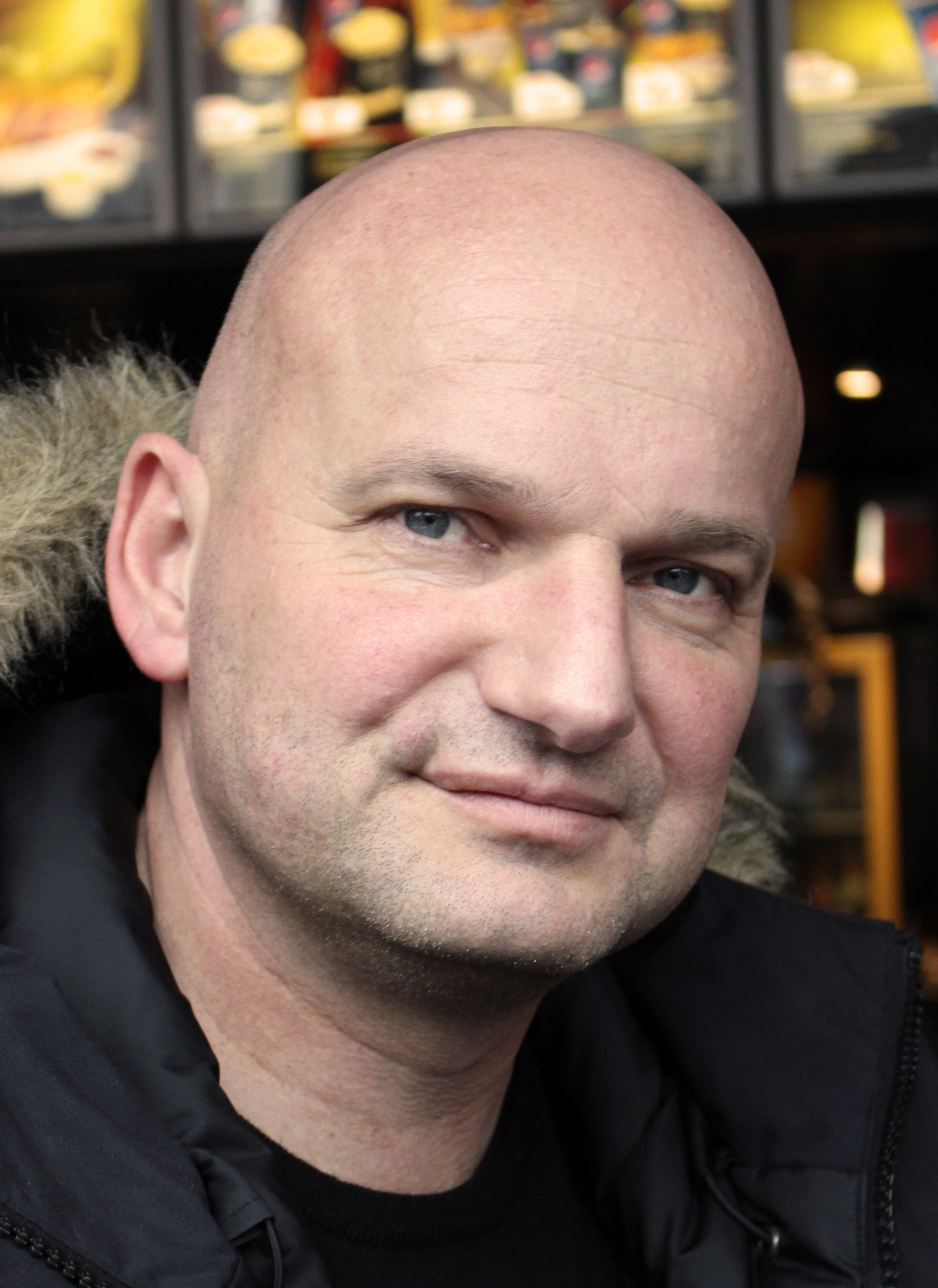
Marc Brummund (2015)

Marc Brummund (* 3. März 1970 in Diepholz, Niedersachsen) ist ein deutscher Filmregisseur, Drehbuchautor und Filmproduzent.

## Leben
In Diepholz geboren, wuchs Brummund in Südoldenburg, Baden-Württemberg, Friesland, Rheinland-Pfalz und Norwegen auf. Er studierte von 1991 bis 1996 Psychologie und Journalistik in Hamburg. Im Anschluss folgte ein Studium mit dem Schwerpunkt Dokumentarfilm an der ZeLIG, Schule für Dokumentarfilm, Fernsehen und Neue Medien in Bozen.
Danach war Brummund als Regisseur und Darsteller tätig. Außerdem hatte er Funktionen als Beleuchter, Ton- und Kameraassistent bei internationalen Produktionen. Seit 1999 ist er auch Regisseur von Werbefilmen (Renault, Volksbank, WWF, Nescafé, HypoVereinsbank, Pepsi, Vereinte Nationen, Carlsberg) und ab 2002 war er regelmäßig in Jurys und als Dozent tätig. Von 2004 bis 2006 absolvierte er ein Studium in der Meisterklasse Regie an der Hamburg Media School.
Die in Hamburg erstellten Filme wurden von der AG Kurzfilm & German Films jeweils zu den besten 100 deutschen Kurzfilmen ihres Jahres gewählt. Für Heim, Draußen, Kühe schubsen und Land gewinnen erhielt Brummund unter anderem Auszeichnungen bei der Berlinale, in Cannes, beim Deutschen Kurzfilmpreis des BKM 2005 und 2007, beim First Steps Award 2007, beim Studio Hamburg Nachwuchspreis 2007 sowie eine Nominierung beim Studenten-Oscar 2007.
Im Anschluss erhielt Brummund Regieaufträge für die Fernsehserien Die 25. Stunde (RTL, 2008) und Der Dicke (Das Erste, 2009). Sein Film Freistatt wurde beim Filmfestival Max Ophüls Preis mit dem Publikumspreis und dem Preis der Jugendjury ausgezeichnet. Der Kinostart in den deutschen Kinos erfolgte am 25. Juni 2015. Weitere Arbeiten für das Fernsehen folgten, 2024 mit Ein Mann seiner Klasse die Verfilmung des gleichnamigen Buches von Christian Baron.

## Filmografie
- 2005: Kühe Schubsen (Kurzfilm, Regie)
- 2005: Heim (Kurzfilm, Regie)
- 2007: Land gewinnen (Kurzfilm, Regie)
- 2008: Die 25. Stunde (Episode Zeitreise)
- 2009: Der Dicke (2 Episoden)
- 2011: Fish & Onions (Regie, Produzent)
- 2014: Nord bei Nordwest – Käpt’n Hook (Regie)
- 2015: Freistatt (Regie, Drehbuch)
- 2016: Der Athen-Krimi – Trojanische Pferde (Regie)[3]
- 2017: Mordkommission Istanbul – Ein Dorf unter Verdacht (Regie)
- 2017: Mordkommission Istanbul – Der verlorene Sohn (Regie)
- 2024: Ein Mann seiner Klasse (Regie und Drehbuch)

## Auszeichnungen
- Studio Hamburg Nachwuchspreis 2007 für Land gewinnen[4]

- Chlotrudis Award 2009 für Land gewinnen[5]

- Emder Drehbuchpreis 2012 für Freistatt[6]

- Deutscher Drehbuchpreis 2013 für Freistatt[7]

- Filmfestival Max Ophüls Preis 2015[8]
  - Preis der Jugendjury für Freistatt
  - Publikumspreis für Freistatt